# Estadio Amadou Gon Coulibaly
El Estadio Amadou Gon Coulibaly es un estadio de fútbol ubicado en la ciudad de Korhogo, Costa de Marfil. El estadio fue inaugurado el 4 de noviembre de 2023 y posee una capacidad de 20.000 asientos.
En 2017 la ciudad fue elegida como una de las seis sedes para organizar la Copa Africana de Naciones 2023.
La empresa china China National Building Material fue la encargada de la construcción del estadio, que comenzó en septiembre de 2018 y finalizó en septiembre de 2023.
El estadio lleva el nombre de Amadou Gon Coulibaly, quien fuera Primer Ministro del país desde 2017 hasta su muerte en 2020.

## Resultados en eventos de importancia

### Copa Africana de Naciones 2023
El estadio albergó siete partidos de la Copa Africana de Naciones 2023.
| Fecha               | Equipo 1  | Resultado | Equipo 2     | Ronda                 | Asistencia |
| ------------------- | --------- | --------- | ------------ | --------------------- | ---------- |
| 16 de enero de 2024 | Túnez     | 0–1       | Namibia      | Primera fase, Grupo E | 13,991     |
| 16 de enero de 2024 | Malí      | 2–0       | Sudáfrica    | Primera fase, Grupo E | 16,894     |
| 20 de enero de 2024 | Túnez     | 1–1       | Malí         | Primera fase, Grupo E | 18,130     |
| 21 de enero de 2024 | Sudáfrica | 4–0       | Namibia      | Primera fase, Grupo E | 9,304      |
| 24 de enero de 2024 | Sudáfrica | 0–0       | Túnez        | Primera fase, Grupo E | 12,847     |
| 24 de enero de 2024 | Tanzania  | 0–0       | RD Congo     | Primera fase, Grupo F | 12,847     |
| 30 de enero de 2024 | Malí      | 2–1       | Burkina Faso | Octavos de final      | 19,184     |